# Mauricio Aguiar
Mauricio Aguiar Barcelona (Montevidéu, 3 de fevereiro de 1983) é um jogador profissional de basquete. Atualmente, atua no Corinthians.